# Cabasse (Var)
Cabasse település Franciaországban, Var megyében. Lakosainak száma 1985 fő (2022. január 1.). Cabasse Le Thoronet, Brignoles, Carcès, Flassans-sur-Issole, Le Luc és Vins-sur-Caramy községekkel határos.

## Népesség
A település népességének változása:
| Lakosok száma | 1929 | 1918 | 1967 | 1947 | 1961 | 1951 | 1934 | 1951 | 1985 |
|               | 2013 | 2015 | 2016 | 2017 | 2018 | 2019 | 2020 | 2021 | 2022 |